# Horigheid in Tibet
De horigheid in historisch Tibet is een beladen aspect van de geschiedenis van Tibet. Begin 21e eeuw bestaan er nog steeds grote verschillen van mening over de omvang die de horigheid in Tibet had. Volgens de Tibetaanse regering in ballingschap waren niet meer dan 15% van de Tibetanen horigen, volgens de regering in Peking behoorde 90% à 95% van de Tibetaanse bevolking tot de horigheid.

## Definitie
Melvyn Goldstein vergelijkt de positie van horigen in Tibet voor 1950 met die van Europa tijdens de middeleeuwen.
Goldstein baseerde zich op de definitie van Marc Bloch in het tijdschrift Annales:
- De status van horige is erfelijk.
- Een horige had in tegenstelling tot een slaaf rechten, maar bezat geen eigen land.
- Een horige was gebonden aan de grond waarop hij/zij geboren was en kon die niet zonder toestemming van de grondeigenaar verlaten.
- De landeigenaar had justitiële bevoegdheden en autoriteit over de horigen, waaronder vervolging, rechtspraak als ten uitvoerlegging van een straf.[1]

## Achtergrond
In Tibet was grondbezit de basis voor iedere vorm van welstand en rijkdom, vergelijkbaar met andere agrarische samenlevingen. Er waren vier soorten grootgrondbezitters te onderscheiden. Er bestaan verschillen tussen de cijfers van verschillende tibetologen, onder meer doordat sommigen van hen zich uitsluitend baseren op de situatie in U-Tsang (of Centraal Tibet, het gebied dat in de eerste helft van de 20ste eeuw door een Tibetaanse regering werd bestuurd), terwijl anderen in hun berekeningen ook de verhoudingen in de provincies Kham en Amdo laten meewegen. De laatste twee gebieden behoren tot het Tibetaanse cultuurgebied en stonden slechts tijdens bepaalde periodes onder bestuur van de regering van historisch Tibet.
Het grondbezit in Tibet was als volgt verdeeld:
- de Tibetaanse kloosterorganisaties waren de grootste grondbezitters met ca. 50%-55% van het land
- de adel in Tibet bezat ca. 20%-25%
- de regering van Tibet bezat ca. 20%
- de persoonlijke huishoudens, labrangs, van enkele van de belangrijkste tulku's, zoals de dalai lama en de pänchen lama bezaten gezamenlijk ca. 5%.[5]

In bepaalde gevallen ging het hierbij om zeer omvangrijke landgoederen. Sarat Chandra Das beschreef eind 19e eeuw de toenmalige regent van Tibet,Tatsag rinpoche van Kundeling, die meer dan 3000 horigen op zijn landgoed had werken, de ex-regent met meer dan 5000 horigen en Pakpalha, zowel edelman als tulku, met meer dan 10.000 horigen.
Volgens Melvyn Goldstein had het klooster Drepung had in de eerste helft van de 20e eeuw 185 landgoederen, 20.000 horigen en 300 weidegronden waar 15.000 nomaden voor het gebruik moesten betalen.

## Types horigen
De Tibetaanse naam voor alle horigen was mi-ser. Dat betekent zoiets als gele man. Er waren twee typen horigen in het historische Tibet te onderscheiden. De eerste met een belastingplicht de, tre-ba; de tweede zonder een belastingplicht de du-jong.

### Tre-ba
Bij deze groep horigen was het bebouwbare land meestal verdeeld in twee delen. De opbrengst van het eerste deel, meestal 2/3 tot 3/4 van het totaal, ging geheel naar de grondbezitter. Het was de primaire functie van deze horigen dat deel van het land te bewerken op een wijze en op tijdstippen die door de landeigenaar bepaald werden. Wel zorgde de eigenaar voor zaad en in de meeste gevallen voor dieren, zoals vee ten behoeve van het ploegen van het land. Horigen waren meestal ook verantwoordelijk voor het onderhoud aan de gebouwen van de eigenaar, het transport van de oogst en het verzamelen van brandstof voor de grondeigenaar.
Dit soort horigen hadden de verplichting om deze werkzaamheden om niet te doen, vanwege de belastingverplichting (treten) die ze op een deel van de grond hadden. Meestal was dat een derde tot een kwart van het landgoed. Over dat deel van het bebouwbare land hadden ze in het algemeen zelf controle en ze bepaalden zelf wat ze daar plantten. Deze grond mochten ze niet verkopen en zolang ze aan hun verplichtingen ten opzichte van de grondeigenaar bleven voldoen, konden ze het vruchtgebruik van dit deel van doorgeven aan de kinderen. Tre-ba die werkten op grond van Tibetaanse kloosterorganisaties en adel in Tibet had daarnaast nog een belastingverplichting aan de staat. Ook deze werd in natura betaald en kon in jaren met een goede oogst tot 40% van de opbrengst bedragen.

### Du-jong
De tweede groep werd aangeduid met du-jong, dat letterlijk klein vuur betekent en verwijst naar een onbetekenend huishouden. Deze groep had wel de erfelijke status van horige, maar geen erfelijk vruchtgebruik van grond. Deze groep behoorde tot de armsten in de Tibetaanse samenleving en waren gedwongen om tal van diensten als feodale verplichting te verrichten. Vaak werkten ze als knechten voor de belastingplichtige horigen of huurden daar wat land van. Sommige wetenschappers rekenen alleen deze groep tot de horigen in historisch Tibet.

## Andere verplichtingen
De ulag was een verplichting tot vervoer van personen en hun goederen die een pas waren verstrekt door de overheid. Tibet was verdeeld in een aantal routes en op elk van die routes was op ongeveer een halve dag lopen van elkaar een pleisterplaats. Horigen in een bepaald gebied konden op die manier op één dag heen en terug gaan. Pashouders konden gratis vervoer, rijdieren en logies vorderen. Dit systeem stelde de overheid in staat om tegen minimale kosten voor die overheid zelf goederen en personen op een redelijk effectieve wijze over grote afstanden te vervoeren. Deze verplichting was ook vaak het moeilijkst uit te voeren. Reizigers konden bijvoorbeeld pas in de middag bij een station arriveren. Het betekende dat er altijd mogelijk vereiste lastdieren in de onmiddellijke omgeving van het huis gehouden moest worden in plaats van op verder afgelegen weidegronden.
Volgens Sarat Chandra Das waren er in de 19e eeuw huishoudens die die meer dan 100 maal per jaar geconfronteerd werden met deze transportverplichting. Indien ze geen lastdieren meer hadden, waren ze verplicht dragers te leveren. Indien ze niet aan de verplichting konden voldoen, kon voor het volgende jaar het aantal verplichtingen verdubbeld worden.
Binnen de Tibetaanse samenleving waren de mogelijkheden voor sociale mobiliteit heel gering. Wel was het mogelijk om enige welstand te bereiken. Een horige en zijn kinderen bleven in principe hun leven lang horige. Als een landeigenaar daartoe bereid was, kon er een overeenkomst worden gesloten waarbij de horige de grond van de eigenaar mocht verlaten en zich tijdelijk dan wel permanent elders mocht vestigen. De voorwaarde daartoe was dat de horige wel aan zijn verplichtingen bleef voldoen bijvoorbeeld door jaarlijks een bedrag- meestal in natura - aan de landeigenaar over te maken in combinatie bijvoorbeeld met het inhuren van een ander persoon die dan de verplichting van die horige aan de landeigenaar overnam.
Horigen gebruikten dit systeem bijvoorbeeld om een pelgrimage te maken. Verder konden mannen en vrouwen van een verschillende landgoed hiermee samen een huishouden stichten.

## Betekenis
Het systeem van de horigen was een deel van het economische, politieke en kloostersysteem in Tibet en garandeerde voor bepaalde seculiere en religieuze elites een permanente aanwezigheid van arbeidskracht om hun land te bewerken.
Voor de overheid betekende het systeem dat er aanzienlijke overheidsverantwoordelijkheden naar de grondeigenaren en rentmeesters werden gedelegeerd, waardoor het vrijwel geen politiemacht of justitiesysteem buiten de steden hoefde te onderhouden. Het systeem verminderde in zeer aanzienlijke mate de noodzaak voor een gelaagde overheidsstructuur, waardoor er geen kosten gemoeid waren met de salariëring van overheidsfunctionarissen en het onderhoud van zeer omvangrijke kloostercomplexen. Tijdens de periode tussen 1912 en 1951 waren er in U-Tsang niet meer dan 450-500 overheidsfunctionarissen in dienst.

## Omvang
Volgens de Chinese propaganda leefde 90%-95% van de Tibetaanse bevolking in een staat van horigheid. Dit getal kwam tot stand doordat iedereen die niet tot de groep van de adel (ca. 5%-7% van de bevolking) behoorde, werd bestempeld tot horige. De opvatting van de Tibetaanse regering in ballingschap is dat slechts 15% van de Tibetaanse bevolking in een staat van horigheid leefde. Beide opvattingen worden door historici en tibetologen niet gedeeld.
Betrouwbare gegevens waarop een berekening van de omvang de groep horigen kan worden gebaseerd ontbreken. Een grondig onderzoeker in dit geheel, Melvyn Goldstein, wordt gesteund door verschillende tibetologen en hanteert de aanname dat in Centraal Tibet (U-Tsang) voor 1959 rond 55%-60% van de bevolking tot de horigen behoorde. Hiertoe behoorden globaal belastingplichtige horigen (tre-ba) en niet-belastingplichtige horigen(du-jong), die ieder de helft vormden.